# Confinamiento por pinzamiento
En física, el confinamiento por pinzamiento consiste en la compresión de plasma en movimiento mediante la interacción de campos magnéticos opuestos: uno generado por el propio plasma en movimiento y el otro generado externamente. 
Un pinzamiento (en inglés pinch) es un punto de máxima compresión o mínimo flujo en diferentes procesos de ingeniería química.

## Base Física
Específicamente el método se basa en la Ley de Lenz que indica que un campo magnético variable induce una corriente en un conductor y que ese conductor crea un campo magnético en la dirección opuesta. Esto es, si un imán se aproxima a un conductor entonces se crea una corriente eléctrica en el conductor y esta crea un campo magnético opuesto que se opone al avance del imán hacia el conductor.
Y puesto que el plasma es un conductor eléctrico por sí mismo, entonces un campo magnético externo induce una corriente en el plasma que a su vez crea un campo magnético que se opone al externo con lo cual se puede pinzar parte del plasma. No obstante el campo magnético externo es "fijo" al equipo que lo genera, mientras que el plasma por sí mismo es móvil, y por tanto el plasma se comprime lejos del campo magnético externo.